# Примусова праця німців у СРСР

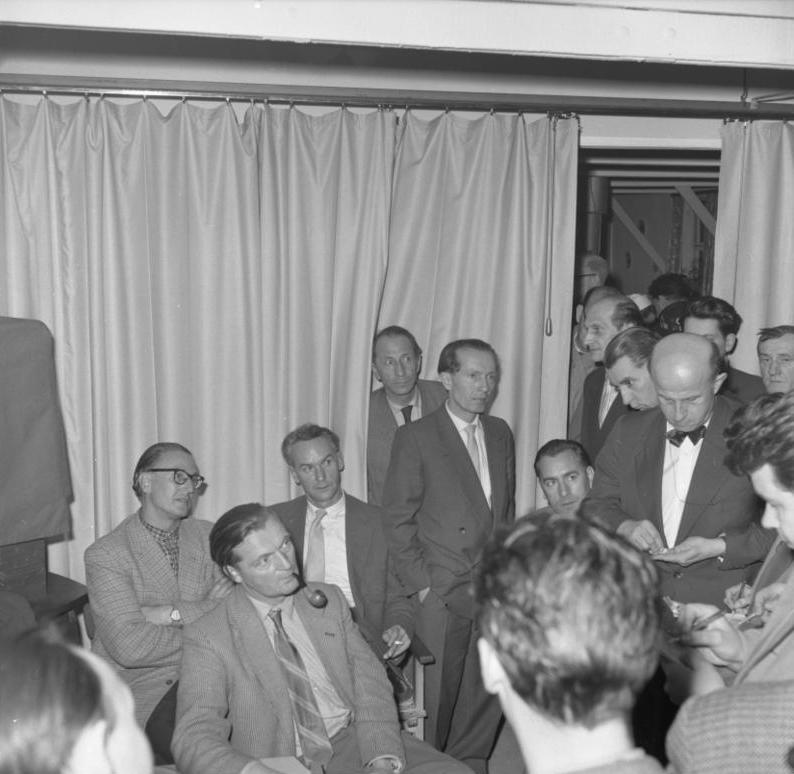
Німецькі вчені-фізики, репатрійовані з Сухумі в лютому 1958 року

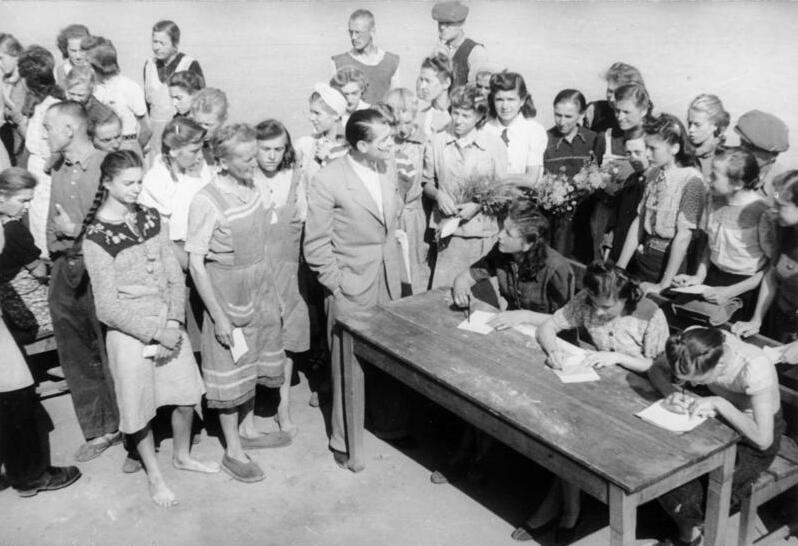
Репатрійовані з СРСР німецькі жінки та дівчата в карантинному таборі в Німеччині, серпень 1947 року

Використа́ння примусо́вої пра́ці німе́цького циві́льного населе́ння в СРСР — використання в 1945—1956 роках в СРСР примусової праці вивезених з  Німеччини,  Румунії,  Югославії,  Угорщини,  Болгарії та  Чехословаччини цивільних осіб, німців за національністю.

## Депортація з Румунії, Югославії, Угорщини, Болгарії та Чехословаччини
Після вступу радянських військ на території Румунії, Югославії, Угорщини, Болгарії та Чехословаччини 16 грудня 1944 Державний комітет оборони видав постанову № 7161cc, яким пропонувалося мобілізувати і  інтернувати з напрямком для роботи в СРСР усіх працездатних німців, що проживали на території цих країн у віці — чоловіків від 17 до 45 років, жінок — від 18 до 30 років, незалежно від їх  громадянства. На підставі цієї постанови в СРСР було вивезено 112 480 людей (61 375 чоловіків і 51 105 жінок).

## Депортація зі Східної Пруссії і Верхньої Сілезії
Після вступу радянських військ на територію Німеччини Державний комітет оборони 3 лютого 1945 видав постанову № 7467сс, згідно з яким у тиловій зоні  1,  2 і  3-го Білоруського та  1-го Українського фронтів наказувалося провести мобілізацію всіх придатних до фізичної праці і здатних носити зброю німців-чоловіків у віці від 17 до 50 років. При цьому німців, у відношенні яких буде встановлено, що вони служили в німецькій армії чи частинах фольксштурму, було наказано спрямовувати в  табору для військовополонених, а з решти мобілізованих німців пропонувалося сформувати робочі батальйони для використання на роботах в СРСР. Станом на 20 лютого 1945 року в оперативних зонах вищевказаних фронтів — головним чином, в  Верхньої Сілезії та  Східної Пруссії — було мобілізовано 28 105 осіб. Крім цього, інтернованих і вивозилися в СРСР «учасники фашистських організацій» та «інший ворожий елемент». Всі ці заходи торкнулися в цілому 155 262 чоловік.
Більшість вивезених в СРСР німців було використано на роботах в Донбасі і Південній Україні. НКВС СРСР 27 лютого 1945 затвердив «Положення про прийом, зміст і працевикористання мобілізованих та інтернованих німців», за яким вони прямували на відновлювальні та будівельні роботи в шахтах, в основних цехах або на підсобні підприємства народних комісаріатів вугільної промисловості, чорної і кольорової металургії.

## Відправка до СРСР фахівців
У жовтні 1946 року в СРСР в добровільно-примусовому порядку були доставлені для використання за фахом фахівці в галузі авіаційної промисловості з Дессау, Галле та інших місць у східній Німеччині. Також були вивезені в СРСР 150 німецьких фахівців у галузі ракетобудування на чолі з  Гельмутом Гертруппом. Ще раніше, в 1945 р. в СРСР було вивезено німецькі фахівці  для участі в створенні радянської ядерної зброї (в їх числі були Манфред фон Арденне, Густав Герц, Ніколаус Ріль, Макс Фольмер, Петер Тіссен, Макс Штейнбек, Гернот Ціппо). Ці німецькі фахівці змогли повернутися на батьківщину в 1951-58 роках.

## Репатріація
Постановою  Ради міністрів СРСР № 16533726сс від 27 липня 1946 року «Про відправку до Німеччини непрацездатних інтернованих німців» МВС СРСР давався дозвіл на відправку на батьківщину до 21 тис. чол. з їх числа. Ухвалою РМ СРСР № 14923572сс від 6 серпня 1949 року «Про репатріацію в 1949 році інтернованих німців та осіб інших національностей» велика частина залишених в СРСР інтернованих німців була  репатрійована. На 15 липня 1950 року в СРСР утримувалося 1385 осіб. Вони були або засуджені радянськими судами, або утримувалися в зв'язку з «обізнаністю про об'єкти державної важливості». Всі вони були репатрійовані до кінця 1956 року.

## Число жертв
В цілому в СРСР померло від голоду і хвороб близько 66,5 тис. німецьких інтернованих.

## У культурі
Депортація етнічних німців з Румунії на примусову роботу в СРСР є сюжетом роману «Гойдалки дихання» (Atemschaukel, інша назва — «Вдих-видих») письменниці  Герти Мюллер, мати якої також була депортована. Прототипом героя роману є румунський німецькомовний поет  Оскар Пастіор